# Gale Norton
Gale Norton (ur. 11 marca 1954 w Wichita) – amerykańska polityk, członkini Partii Republikańskiej. W latach 2001–06 zasiadała w gabinecie federalnym kierowanym przez prezydenta George’a W. Busha, gdzie zajmowała stanowisko sekretarza zasobów wewnętrznych. 
Pochodzi z Kansas. Ukończyła z wyróżnieniem studia prawnicze na University of Denver. W młodości była aktywistką Partii Libertariańskiej, później jej polityczne sympatie przesunęły się w stronę Republikanów. Po ukończeniu studiów rozpoczęła karierę zawodową, w której okresy pracy w sektorze prywatnym przeplatały się z epizodami w administracji państwowej. W latach 1979–83 była asystentką zastępcy sekretarza rolnictwa USA. Z kolei pod koniec lat 80. pracowała jako prawniczka dla Departamentu Zasobów Wewnętrznych USA. 
W 1991 została wybrana na prokuratora generalnego stanu Kolorado (stanowisko to obsadzane jest w drodze wyborów bezpośrednich). Pełniła ten urząd przez osiem lat, po czym powróciła do prywatnej praktyki. W 2001 powróciła do resortu zasobów, tym razem jako jego szefowa. Na początku roku 2006 podała się do dymisji. Od tego czasu jest związana z koncernem paliwowym Royal Dutch Shell, gdzie zajmuje stanowisko doradcy prawnego w pionie wydobycia.